# Paradaemonia
Paradaemonia is een geslacht van vlinders van de familie nachtpauwogen (Saturniidae), uit de onderfamilie Arsenurinae.

## Soorten
- P. andensis Rothschild, 1907
- P. balsasensis C. Mielke & Furtado, 2005
- P. berlai Oiticica Filho, 1946
- P. caligula Lucas Girad, 1882
- P. castanea (Rothschild, 1907)
- P. gravis (Jordan, 1922)
- P. mayi (Jordan, 1922)
- P. nycteris (Jordan, 1922)
- P. orsilochus (Maassen, 1869)
- P. platydesmia (Rothschild, 1907)
- P. pluto (Westwood, 1854)
- P. rufomaculata Bouvier, 1929
- P. ruschii May & Oiticica Filho, 1943
- P. ruschiii Oiticica, 1943
- P. samba (Schaus, 1906)
- P. terrena (Jordan, 1922)
- P. thelia (Jordan, 1922)